# كونراد بيك
كونراد بيك هو ملحن سويسري، ولد في 16 يونيو 1901 في لوهن في سويسرا، وتوفي في 31 أكتوبر 1989 في بازل في سويسرا.

## وصلات خارجية
- كونراد بيك على موقع ميوزك برينز (الإنجليزية)